# Le Point de non-retour (film)
Pour les articles homonymes, voir Point Blank et Le Point de non-retour.
Pour plus de détails, voir Fiche technique et Distribution.
Le Point de non-retour (Point Blank) est un film américain réalisé par John Boorman, sorti en 1967. Il s'agit d'une adaptation du roman Comme une fleur de Richard Stark (nom de plume de Donald E. Westlake).

## Synopsis
Mal Reese (John Vernon), un voyou qui doit rembourser urgemment une somme importante à une « Organisation » mafieuse, convainc un ami robuste et taciturne, Walker (Lee Marvin), de l'aider à dévaliser des  criminels qui utilisent l'ancienne prison d'Alcatraz déserte comme lieu de rendez-vous pour leur hélicoptère. La femme de Walker, Lynne (Sharon Acker), est également de la partie. Reese tue les convoyeurs puis, découvrant que sa part n'est pas suffisante, tire également sur Walker et le laissant pour mort, part avec Lynn qui s'avère être sa maitresse. Walker survit miraculeusement et parvient même à nager jusqu'à la côte.
Walker réapparaît l'année suivante en compagnie d'un mystérieux individu nommé Yost (Keenan Wyn), qui lui offre son assistance pour obtenir sa revanche et sa part du butin (93 000 dollars). Yost explique que pour sa part il en veut à l'Organisation. Muni de l'adresse de Lynne et Reese, Walker part pour Los Angeles et découvre que le couple est déjà séparé. Lynne, rongée par le remords, se suicide en prenant des barbituriques. Walker se retourne vers la sœur de Lynne, Chris (Angie Dickinson) qui accepte de l'aider car elle a ses propres comptes à régler envers Reese et l'Organisation. Avec sa complicité, Walker parvient à mettre la main sur Reese. Celui-ci est incapable de lui rembourser son argent. Walker lui extorque le nom de ses supérieurs : Carter, Brewster et Fairfax. Mais Reese chute de la terrasse de l'immeuble.
Walker tente ensuite de récupérer l'argent auprès de Carter (Lloyd Bochner), un bandit suave qui se donne des airs d'homme d'affaires. Carter organise une embuscade, mais Walker connaît toutes les ficelles et prend ses précautions ; c'est Carter qui meurt de la main du tireur d'élite qu'il a lui-même embauché. Yost conduit ensuite Walker au domicile de Brewster qui doit rentrer de voyage le lendemain. Walker passe la nuit sur place avec Chris, qui l'interroge sur ses motifs et, exaspérée par son laconisme, s'enivre. Chris le provoque et le frappe avec une queue de billard, puis finit par se donner à lui.
Le lendemain, Walker assomme le garde du corps de Brewster (Carroll O'Connor), un homme rondouillard et apeuré qui explique qu'une organisation moderne comme la leur n'a pas accès à de telles sommes en espèces. Il force Brewster à téléphoner au dernier larron, Fairfax, pour réclamer l'argent mais Fairfax au bout du fil n'est pas impressionné. Brewster, qui craint pour sa vie, confie alors à Walker qu'il se prépare de toute façon à éliminer son patron pour prendre sa place, et qu'il prendra sur lui de rembourser Walker. Pour ce faire, il lui demande de retourner à Alcatraz avec lui, car c'est maintenant l'Organisation qui utilise cet endroit pour sa seule livraison d'argent en espèces.
À Alcatraz, Brewster réceptionne l'argent pendant que Walker rôde aux alentours. Une fois l'hélicoptère parti, c'est au tour de Brewster d'être abattu par le tireur qui a tué Carter — et que Brewster avait refusé de payer à sa place. Le tueur travaille maintenant pour « Yost », qui se révèle ne faire qu'un avec le fameux Fairfax. Celui-ci a utilisé Walker pour éliminer ses comparses trop ambitieux car il se savait menacé. Il offre à Walker de le rejoindre comme homme de main. Walker, qui a hurlé la phrase « Je veux mon argent ! » une douzaine de fois au long du film, reste à présent silencieux, tapi dans l'ombre. L'argent reste abandonné auprès du cadavre.

## Fiche technique
Sauf indication contraire, les informations mentionnées dans cette section peuvent être confirmées par la base de données cinématographiques IMDb,  présente dans la section « Liens externes ».

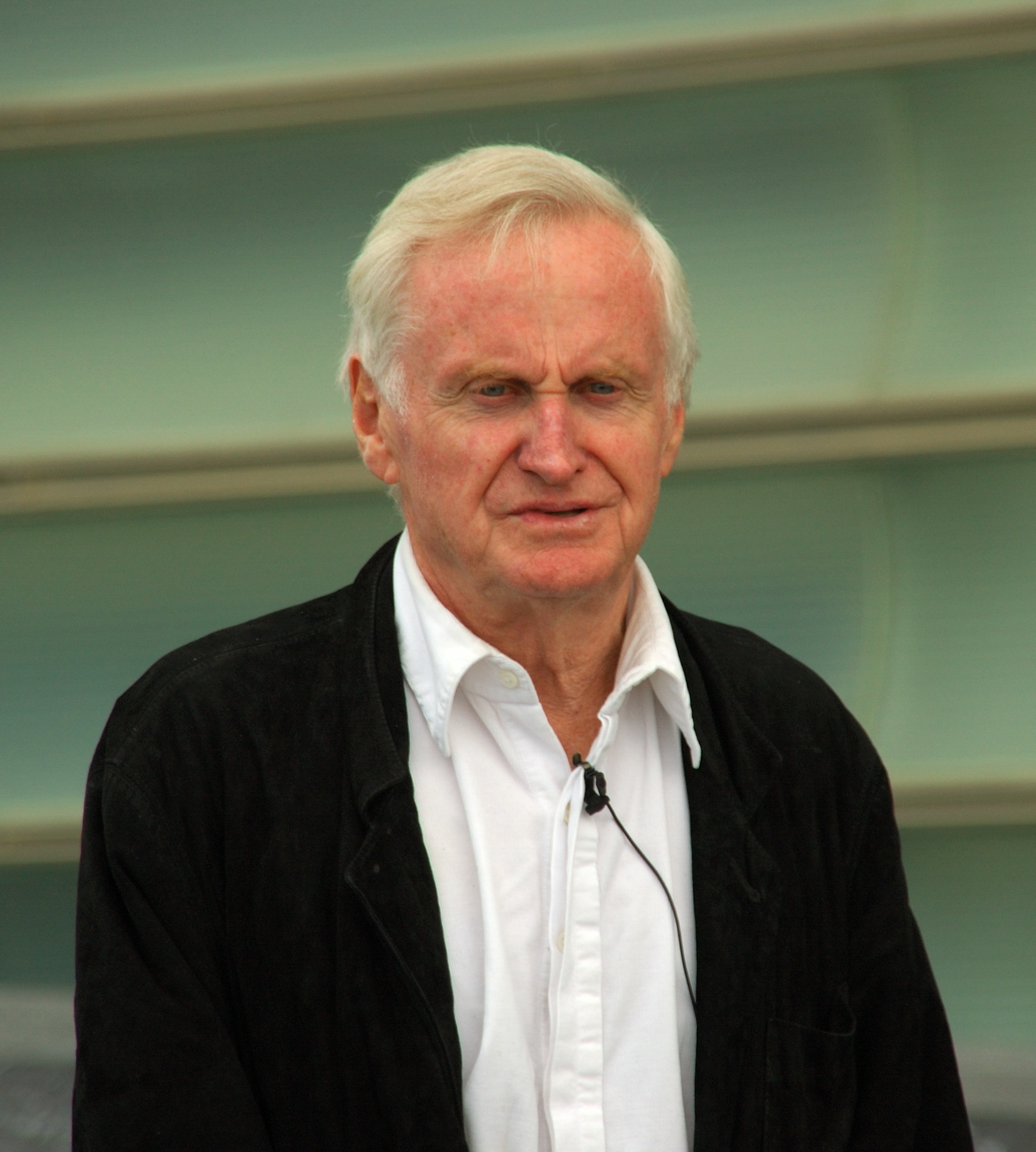
John Boorman

- Titre français : Le Point de non-retour
- Titre original : Point Blank
- Réalisation : John Boorman
- Scénario : Alexander Jacobs (en), David Newhouse et Rafe Newhouse, d'après le roman Comme une fleur (The Hunter) de Richard Stark
- Musique : Johnny Mandel
- Photographie : Philip H. Lathrop
- Montage : Henry Berman
- Production : Judd Bernard (en) et Robert Chartoff, avec la participation non créditée d'Irwin Winkler
- Sociétés de production : Judd Bernard-Irwin Winkler Production et Metro-Goldwyn-Mayer
- Distribution : Metro-Goldwyn-Mayer (France, États-Unis)
- Pays d'origine :  États-Unis
- Format : couleur — 2,35:1 — son mono
- Genre : Film de gangsters, drame, thriller et néo-noir[1]
- Durée : 92 minutes
- Dates de sortie[2] : 
  - États-Unis 30 août 1967 (avant-première à San Francisco) ; 31 août 1967 (sortie nationale)
  - France : 5 avril 1968
- Affiches : Raymond Elseviers (Belgique), Jacques Vaissier (France)

## Distribution
- Lee Marvin (VF : René Arrieu) : Walker
- Angie Dickinson (VF : Nadine Alari) : Chris
- Keenan Wynn (VF : André Valmy) : Yost
- Carroll O'Connor (VF : Jacques Marin) : Brewster
- Lloyd Bochner (VF : Jacques Thébault) : Frederick Carter
- Michael Strong (VF : Georges Aubert) : Stegman
- John Vernon (VF : Marcel Bozzuffi) : Mal Reese
- Sharon Acker (VF : Nicole Favart) : Lynne
- James Sikking (VF : Pierre Garin) : Homme au fusil

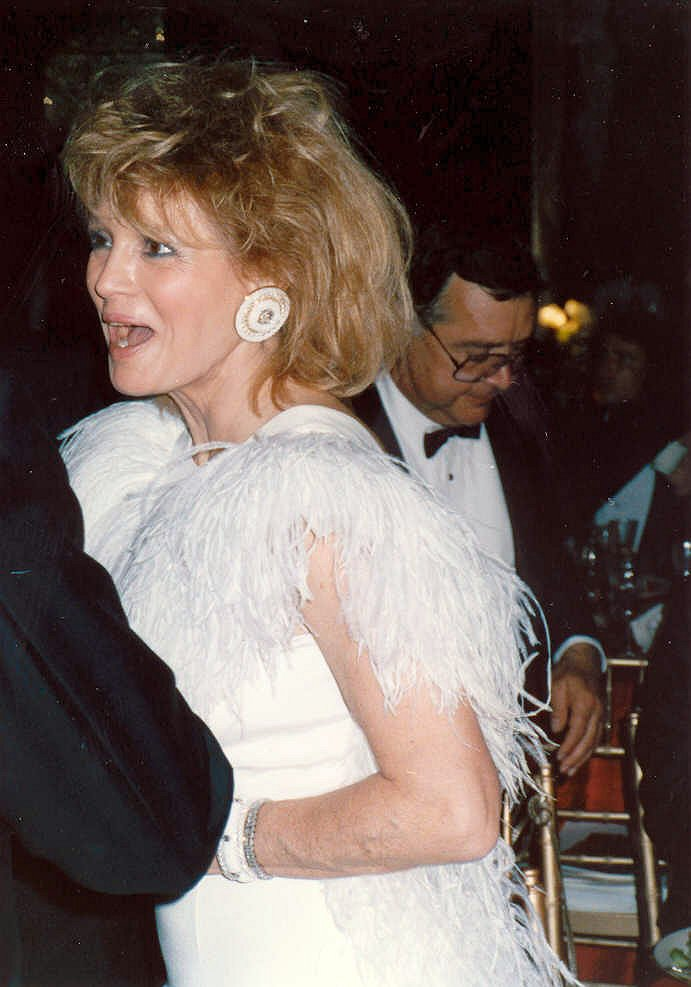
Angie Dickinson

- Lawrence Hauben : Vendeur de voitures
- Sid Haig : Premier garde d'appartement
- Michael Bell : Deuxième garde d'appartement
- Kathleen Freeman : Première citoyenne

## Production

### Genèse et développement
Après Croisière surprise, Irwin Winkler et Judd Bernard veulent un nouveau projet pour la Metro-Goldwyn-Mayer. Ils développent alors une adaptation du roman Comme une fleur (The Hunter) de Donald E. Westlake (sous le pseudonyme de Richard Stark), premier d'une série de romans mettant en scène le personnage de Parker. L'auteur Donald E. Westlake exige cependant que le personnage du film soit rebaptisé, sauf dans le cas d'une série de films. Les deux producteurs envisagent Lee Marvin dans le rôle principal. Le script est envoyé au jeune réalisateur britannique John Boorman. Lee Marvin et lui se rencontrent pour parler du film, durant le tournage du film Les Douze Salopards à Londres. Les deux hommes ne sont pas satisfaits du script mais apprécient le personnage principal. L'acteur insiste auprès du studio pour que le script soit remanié par le réalisateur.
La MGM accepte de financer à hauteur de millions de dollars. Le directeur de production du studio Robert Weitman souhaite Stella Stevens pour le rôle féminin principal mais John Boorman et Lee Marvin insistent pour avoir Angie Dickinson.
Bien qu'il signe seulement son second long métrage comme réalisateur, John Boorman a joui d'une rare liberté artistique sur ce film :

« Dans son contrat, [Lee] Marvin avait droit de regard sur le scénario, la distribution et l'équipe technique. Lee dit à la MGM qu'il me transférait tous ces pouvoirs (...) A la tête du département du montage il y avait Margaret Booth : elle avait travaillé pour eux depuis plus de 40 ans (...) et on la craignait terriblement. Or elle aimait beaucoup les rushes du film. (...) Elle était un peu mon alliée et elle a insisté pour qu'on me laisse travailler à ma guise. »

— John Boorman, John Boorman : un visionnaire en son temps de Michel Ciment (Paris, Calmann-Lévy, 1985)

### Tournage
Le film devait se tourner principalement à San Francisco mais John Boorman préféra le faire majoritairement à Los Angeles : « Je voulais créer ce monde vide et aride et Los Angeles convenait. ». Le tournage a lieu de février à avril 1967, à Los Angeles (aéroport international, aéroport de Van Nuys, etc.), à San Francisco (Baie de San Francisco, Alcatraz, Fort Point, etc.), à Santa Monica, à West Hollywood, à Culver City. Le film est un des premiers tournés à Alcatraz après sa fermeture en 1963. Outre la location du site, la production du film a du réhabiliter (eau, gaz et électricité).
Le film est le premier où tous les acteurs ont un micro individuel à chaque plan afin de mieux enregistrer les dialogues.

## Accueil

### Critique
Le film reçoit des critiques partagées à sa sortie. Certains journalistes, comme Pauline Kael du New Yorker pointe du doigt la violence du film. Roger Ebert du Chicago Sun-Times est lui plus positif et note le film 3⁄4 en écrivant notamment « comme thriller à suspence, Point Blank est très bon ». Dans l'édition 2009 de son Movie Guide, Leonard Maltin le note 3,5⁄4 et le place parmi les meilleurs films des années 1960.
Dans son livre 5001 Nights at the Movies de 1991, Pauline Kael change d'opinion et qualifie le film d'« éblouissant par intermittence ».
Pour Olivier Père des Inrockuptibles, « le film est une fable politique, spectaculaire et un poil prétentieuse, déguisée en polar. c'était aussi, à l'époque de sa sortie (...), le prototype du film expérimental concevable dans le cadre d'un système de production commercial. »[réf. nécessaire].
L'actrice Angie Dickinson dira en 1996 à propos de la violence du film : « On a reproché sa violence au film, mais si vous regardez bien, le personnage de Lee Marvin ne tue personne, sauf une voiture et un lit. Il catalyse la violence, il ne la commet pas. »

### Postérité
Le film est inclus dans l'ouvrage 1001 films à voir avant de mourir paru en 2003. Il est l'un des préférés du réalisateur Steven Soderbergh. Le cinéaste Wayne Wang « se rappelle avoir été frappé par son point de vue nettement anglais mêlé de sensibilité pop et quasi psychédélique. Le film est aussi remarquable par sa narration déstructurée, sorte de flux de conscience, tout à fait inhabituel dans un récit policier. »
- Dans 50 ans de cinéma américain, Bertrand Tavernier et Jean-Pierre Coursodon diront du film qu'il est « un thriller fracassant et onirique. Pour son premier film américain, John Boorman tourne sur Alcatraz abandonné le Kiss Me Deadly des années soixante. »

Le film entre au National Film Registry en 2016.

### Box office
- Recettes[10] :
  -  États-Unis : 3 141 000 $
  - Reste du monde : 2 749 000 $
  -  Mondial : 5 890 000 $
- Bénéfices[10] : 481 000 $

En France, le film rentre en deuxième position la semaine de sa sortie, juste derrière Le Petit Baigneur. Le film fera un cumul de 124 278 entrées en trois semaines sur Paris.